# Viken
Viken byl kraj ve Východní Norsku. Začal fungovat 1. ledna 2020 sloučením dvou do té doby samostatných krajů Akershus, Buskerud a Østfold. Zároveň do něj byly začleněny dvě obce ze sousedního regionu Oppland – Jevnaker a Lunner. K reorganizaci územního uspořádání došlo na základě rozhodnutí norského parlamentu (Stortinget) ze dne 8. června 2017, jehož důsledkem byla redukce počtu územněsprávních jednotek z devatenácti na jedenáct. Kraj sousedil s kraji Vestfold a Telemark, Vestland a Innlandet, na východě se Švédskem. Zcela obklopoval norské hlavní město – Oslo. 
Kraj Viken netvořil v Norsku žádnou tradiční geografickou oblast ani historický region, ale celý kraj ležel v mnohem větším historickém kraji Akershus. Vznik kraje provázela jistá kontroverze, existovaly tendence kraj zrušit a navrátit stav před rokem 2020. K 31. prosinci 2023 byl kraj rozpuštěn a byly obnoveny původní kraje Akershus, Buskerud a Østfold.

## Obce
V lednu 2020 sestával kraj z 51 obcí.
- Aremark
- Asker
- Aurskog-Høland
- Bærum
- Drammen
- Eidsvoll
- Enebakk
- Flesberg
- Flå
- Fredrikstad
- Frogn
- Gjerdrum
- Gol
- Halden
- Hemsedal
- Hol
- Hole
- Hurdal
- Hvaler
- Indre Østfold
- Jevnaker
- Kongsberg
- Krødsherad
- Lier
- Lillestrøm
- Lunner
- Lørenskog
- Marker
- Modum
- Moss
- Nannestad
- Nes (Akershus)
- Nes (Buskerud)
- Nesodden
- Nittedal
- Nordre Follo
- Nore og Uvdal
- Rakkestad
- Ringerike
- Rollag
- Rælingen
- Råde
- Sarpsborg
- Sigdal
- Skiptvet
- Ullensaker
- Vestby
- Våler
- Øvre Eiker
- Ål
- Ås

## Fotogalerie

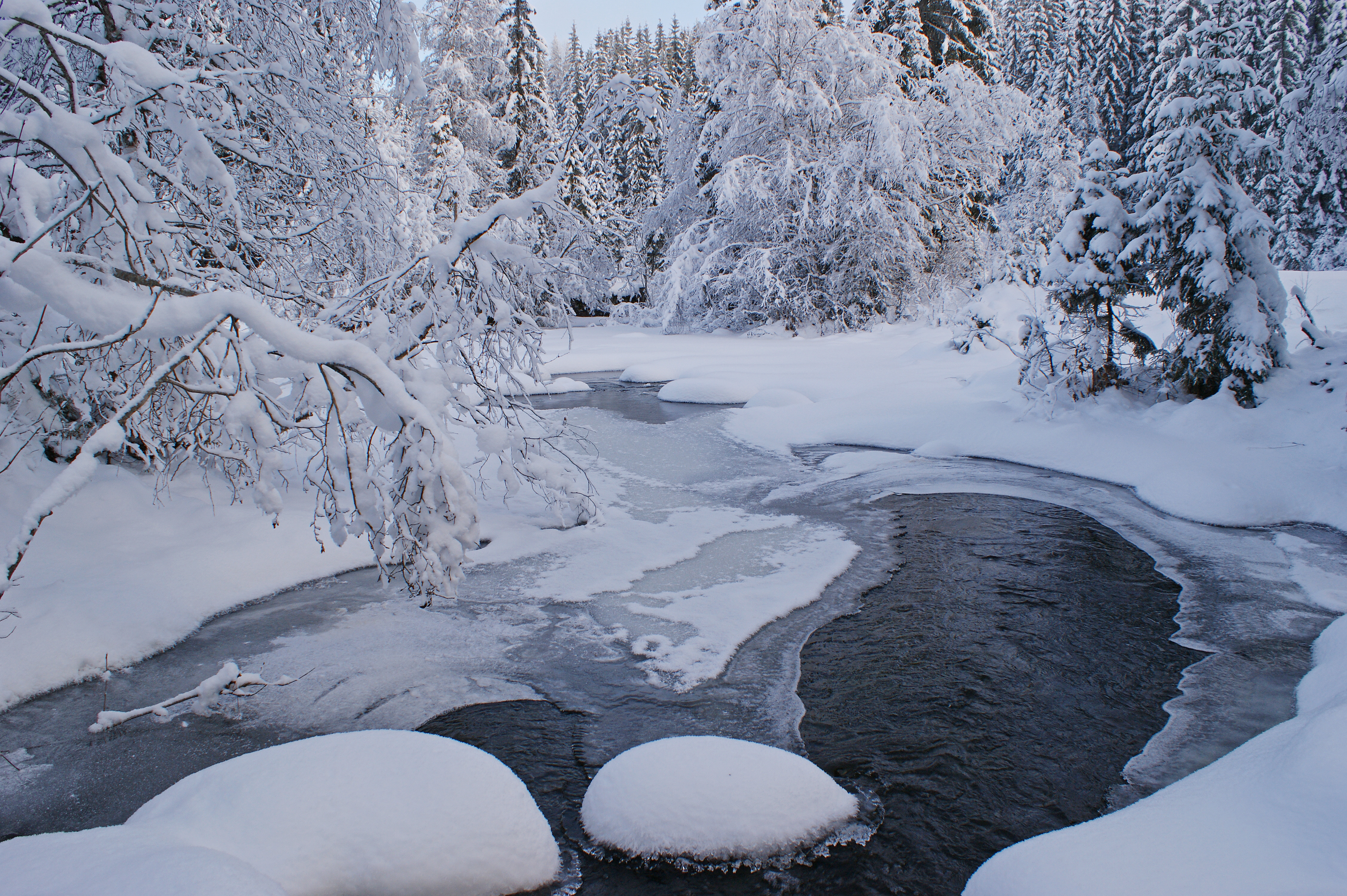
Zimní krajina v Krokskogen
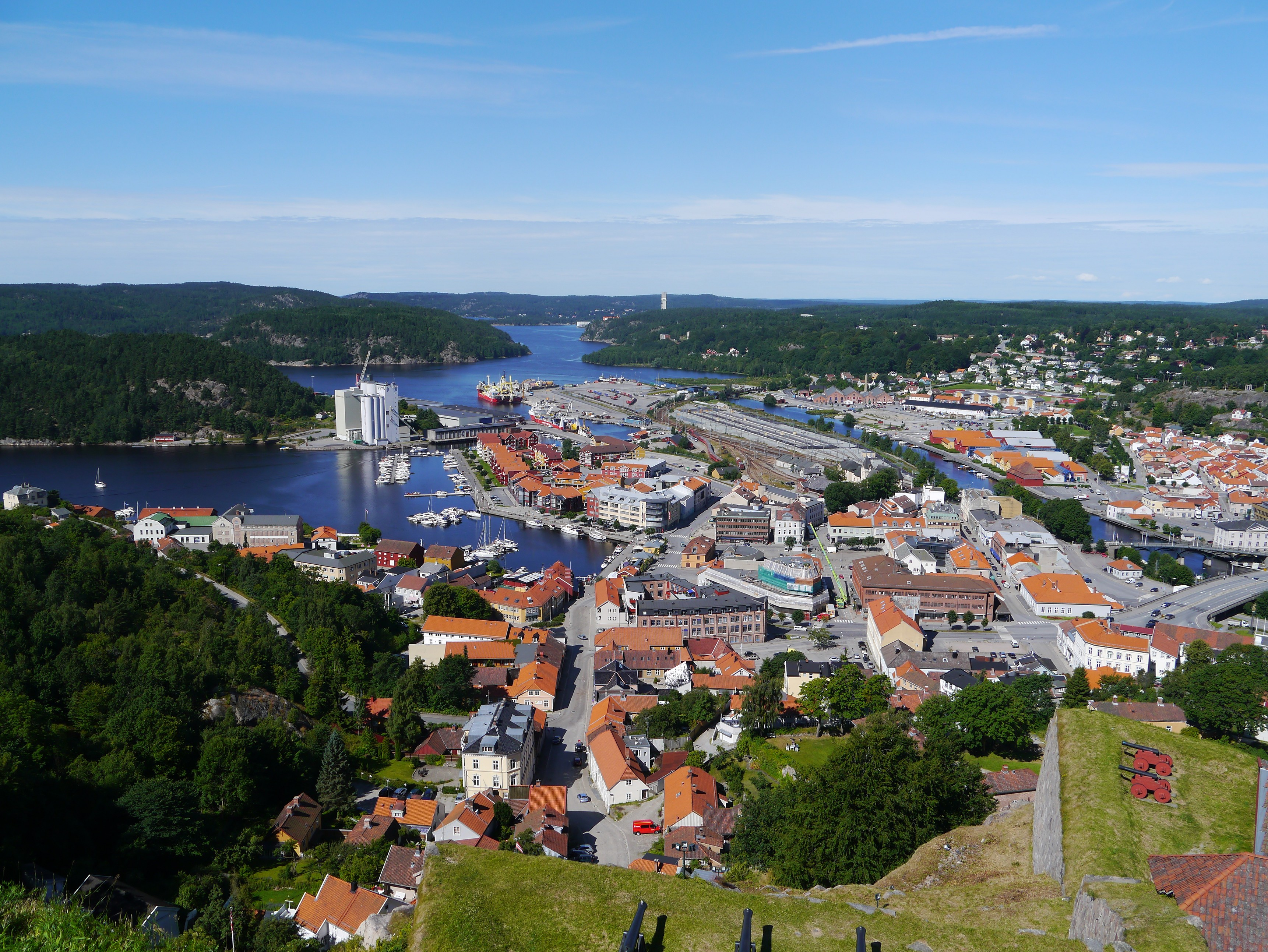
Město Halden
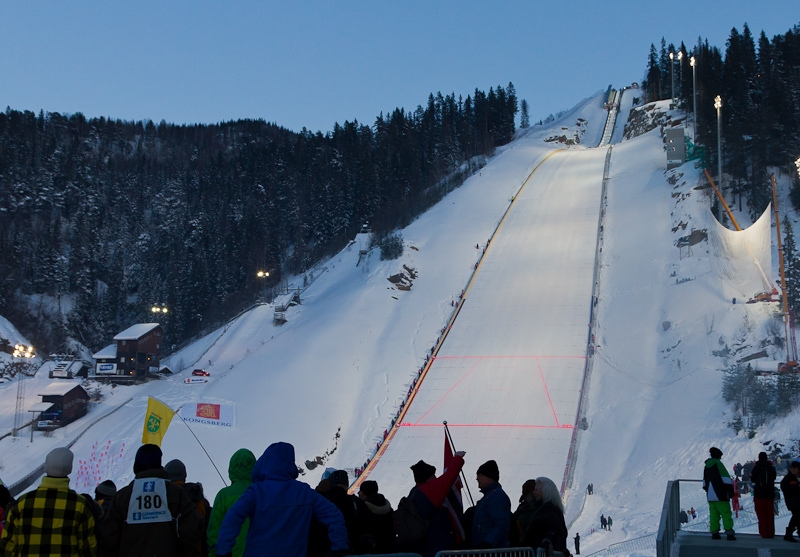
Skokanský můstek v Vikersundu
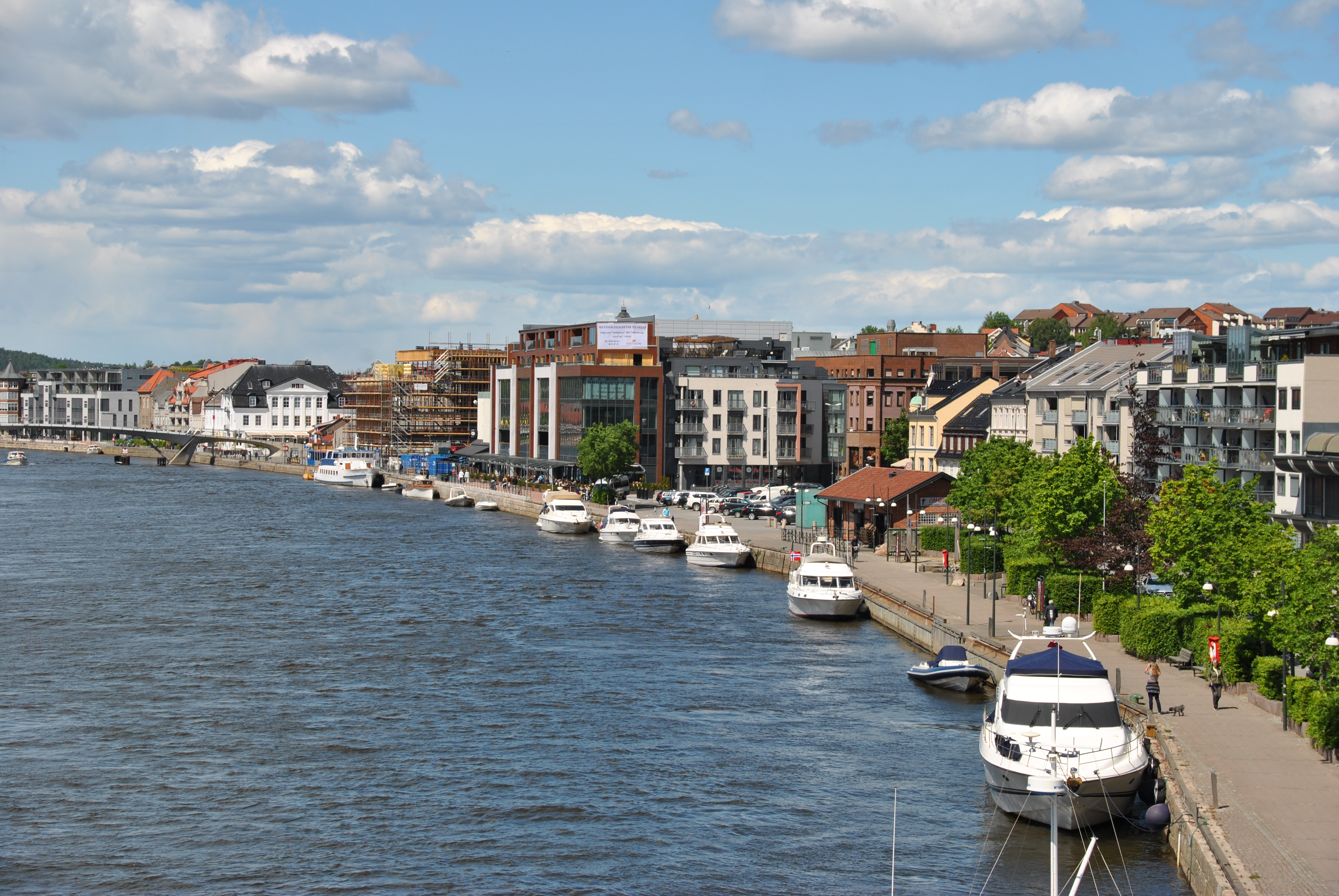
Město Fredrikstad